# ایاک (آلاسکا)
ایاک (به انگلیسی: Eyak) یک محدوده ثبت‌نشده در ناحیه سرشماری والدز-کوردووا، آلاسکا ایالت آلاسکا است که جمعیت آن در سرشماری سال ۲۰۰۰ میلادی ۱۶۸ نفر بوده‌است.